# 联邦普通法
联邦普通法是美国法律的术语，用于描述由联邦法院，而非各州的法院，制定的普通法。美国是唯一将普通法原则与完全的联邦制相结合的国家，其中联邦最高法院几乎没有权力审查州法院关于州内部法律的裁决。 澳大利亚高等法院有时也被认为有联邦普通法，但由于所有澳大利亚州份和领地的法院都可以直接向高等法院上诉，这实际上与一般的普通法一样。 相比之下，美国最高法院已实际上禁止在传统上由州法院管辖的领域建立联邦普通法。然而，联邦普通法在几个领域内继续生效。

## 斯威夫特原则
1938年以前，美国的联邦法院都遵循了1842年“斯威夫特诉泰森案”的规定。 在这个案件中，美国最高法院认为，联邦法院审理由其多元管辖权（即对不同州当事人之间诉讼的管辖权）引起的案件必须适用各州的成文法，但不得适用州法院所制定的普通法。 相反，最高法院允许联邦法院根据一般的法律原则自行制定普通法。
斯威夫特诉泰森案判决的原因是，最高法院希望联邦法院能逐渐制定一套更加优秀的普通法，而各州将选择直接采用。 然而，这个希望并没有实现。各州的普通法原则继续形成了更加显著的分歧。 一些诉讼当事人开始滥用联邦法院，目的在于希望根据联邦普通法原则，而非州的普通法原则，来决定案件。

## 伊利原则
1938年，最高法院做出了“伊利铁路诉汤普金斯案”的判决。 伊利案推翻了“斯威夫特诉泰森案”。“伊利案”裁定，行使多样管辖权的联邦法院必须使用与所在州法院相同的实体法。法院在伊利案判决中作如此表述：没有“联邦一般普通法”。相反，联邦普通法在不同的州有不同体现。
“伊利案”的裁定并没有终止其他类型的联邦普通法。 联邦普通法在几个领域内依然存在，并且分为两个基本类别：国会赋予了法院制定实体法权力的领域，以及必须有联邦法律原则以保护联邦特殊利益的领域。
美国国会已经赋予法院权力，在海事法，反垄断法，破产法，州际商业和民权等领域制定普通法。 国会常以模糊的标准来规定广泛的任务，然后留给法院作出解释。
此外，在1943年的Clearfield Trust Co.诉美国案中, 法院认识到，联邦法院仍然可以制定联邦普通法。 但是制定联邦普通法仅限于以下情景：联邦利益或宪法利益受到威胁、国会没有充分地处理或正在处理这种情况、且各个司法管辖区适用的各州法律将过于多样或不确定，以致不可接受。当制定新的联邦普通法时，法院可以采用合理的州法、寻找联邦普通法中的先例，或制定新的法律。

## 国会废除联邦普通法
联邦普通法只有在国会没有废除普通法的情况下才有效。 最高法院解释说：“当国会处理了以前由联邦普通法管理的问题时，联邦法院以前不得不行使这种不寻常的造法权的理由便消失了。
在美国宪法制定的年代，普遍认为普通法是可以被立法机关改变的。 例如，亚历山大·汉密尔顿在《联邦党人文集》中强调，纽约宪法规定了，普通法可以被“立法机关不时改变及规定”。 因此，即使联邦法院有权制定普通法，该法律也可以由国会予以更改。 这一原则在宪法第一句中得到体现：“所有立法权均归属于国会，其由参议院和众议院组成。"